# Seigneurie de Bellême
Pour les articles homonymes, voir Bellême (homonymie).
La seigneurie de Bellême est le domaine possédé par la famille de Bellême du Xe siècle à l'an 1113. Située aux confins du duché de Normandie et du comté du Maine, elle s'étalait à son apogée du Passais à l'ouest au Saosnois à l'est en passant par la campagne d'Alençon et une partie du Perche. Outre sa capitale, Bellême, ses villes principales étaient Sées, Alençon et Domfront.

## Une seigneurie de marges

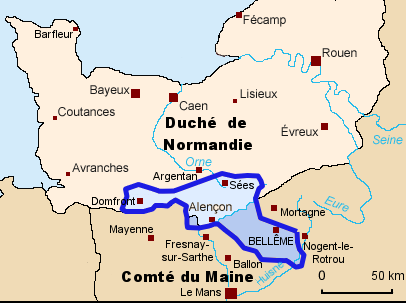
À cheval sur le duché de Normandie et le comté du Maine, la seigneurie de Bellême au milieu du XIe siècle (en bleu).

Installée sur une région de forêts et de collines, la seigneurie de Bellême constituait une bande de terre longue de 120 km. De larges vallées (Sarthe, Huisne, Mayenne) la traversaient du nord au sud et constituaient autant d'axes de communication entre la Normandie et la vallée de la Loire. Les seigneurs de Bellême ont tiré parti de cette situation en élevant des châteaux au-dessus de ces couloirs et en percevant taxes et péages sur les marchandises en transit.
La seigneurie voisinait de grandes principautés : le domaine royal capétien, comté de Blois-Chartres, duché de Normandie et comté d'Anjou. En conséquence, elle relevait de différents maîtres : son chef devait prêter hommage au duc de Normandie, au comte du Maine (pour le Passais et le Saosnois) mais aussi au roi de France (pour le Bellêmois). Cette position marginale fit la fortune et en même temps la décadence de ce territoire. « Les stratégies mises en œuvre par la maison de Bellême, en particulier l'appropriation et la maîtrise du sol forestier par les châteaux, la combinaison d'alliances matrimoniales traçant des réseaux de part et d'autre de cette barrière, [permirent] à ses seigneurs de construire et de maintenir leur domination sur cet espace convoité mais aussi de façonner un territoire qui finalement tomba dans l'orbite anglo-normande ». En résumé, la seigneurie de Bellême est un modèle de « seigneurie de frontière » (Gérard Louise) que la réassurance du pouvoir des princes au XIIe siècle raya de la carte.

## Croissance et chute de la seigneurie de Bellême
Les ducs de Normandie essayèrent de dominer ce territoire mais les seigneurs de Bellême s'attachèrent à développer une certaine indépendance. Au point qu'ils devenaient aux XIe et XIIe siècles une menace permanente pour la tranquillité du sud de la Normandie. Alors que les ducs ont toujours essayé de limiter la puissance de leurs vassaux en leur confiant des domaines dispersés, le territoire de la famille de Bellême était « la seule seigneurie d'un seul tenant qui ait existé en Normandie ». Vers 1050, Guillaume le Bâtard, le futur Guillaume le Conquérant, parvint à soumettre la région et contraignit son chef Guillaume II Talvas à donner en mariage sa fille, unique héritière, à un fidèle du duc de Normandie. Mais le fils issu de cette union, Robert II de Bellême, reconstitua le domaine familial. Au début du XIIe siècle, la seigneurie était à son apogée. Environ quarante châteaux la défendaient.
Pourtant c'est à cette période que le roi d'Angleterre et duc de Normandie Henri Ier Beauclerc réussit à abattre définitivement cette seigneurie. En 1112, il arrêta Robert II de Bellême, reprit Alençon, puis l'année suivante, il mena une coalition, composée de Thibaut IV de Blois, Foulques V d'Anjou et Rotrou II de Mortagne, qui s'empara de Bellême et des autres places fortes de la seigneurie. En 1119, sur la requête de Foulques V, Henri Ier Beauclerc reçut en grâce Guillaume III Talvas, le fils de Robert II de Bellême, et lui rendit toutes les terres que son père avait possédées en Normandie, sauf Bellême.

## Liste des seigneurs de Bellême

### Première seigneurie de Bellême
- Yves Ier de Bellême (Yves de Creil ?) (???-vers 1005)
- Guillaume Ier (vers 1005-vers 1031/1035)
- Robert Ier de Bellême (vers 1031-1035)
- Yves II de Bellême
- Guillaume II Talvas (1035-vers 1047), mort vers 1053
- Arnoul (doute sur sa seigneurie)
- Yves III, évêque de Sées (vers 1047-1070)

### Deuxième seigneurie de Bellême
- Mabile Talvas (1070-1077), femme de Roger II de Montgommery (v. 1050-1094)
- Robert II de Bellême (1077-1112), mort peu après 1130
- Guillaume III de Bellême (1112-1113), dernier seigneur de Bellême, à la suite de la prise du château de Bellême par d'Angleterre.